# Kickflip

Kickflip.

El kickflip o volteo con pie es un truco de suelo plano de monopatinaje donde el patinador patea su patineta a fin de que gire 360 grados a lo largo de su eje longitudinal. El kickflip moderno fue inventado por Rodney Mullen en 1983.
Un kickflip se ejecuta de manera similar al ollie y al igual que el ollie, que se ha convertido en un truco que define el monopatinaje de la «Nueva Escuela». Este truco ha sido portado a otros deportes en tabla, en particular en tabla sobre nieve, esquí acuático sobre tabla, y el skim.

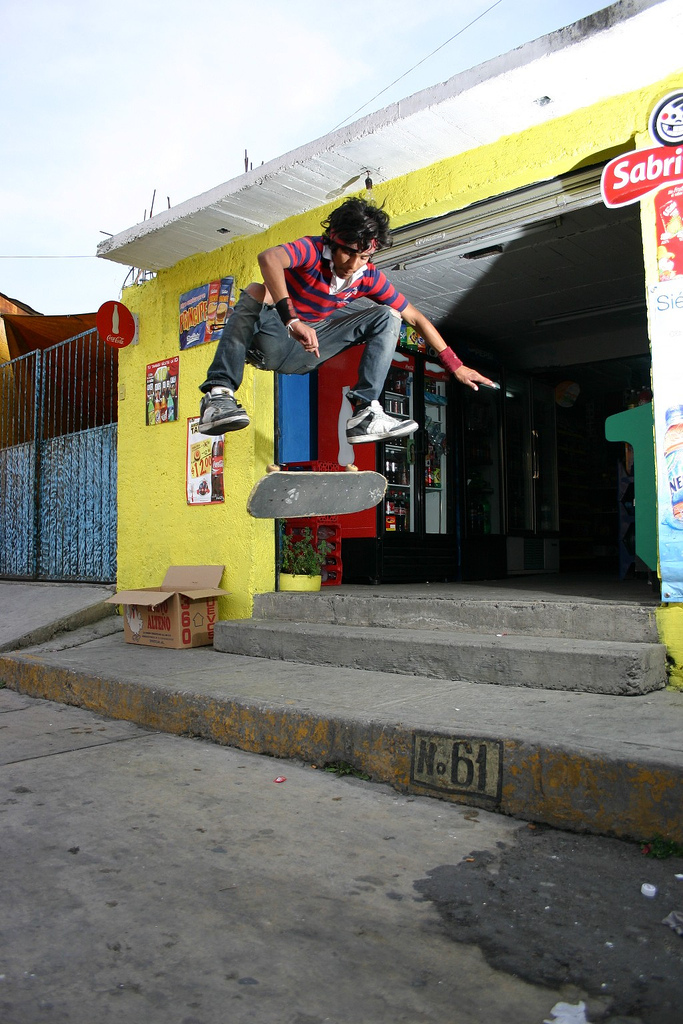
Kickflip.

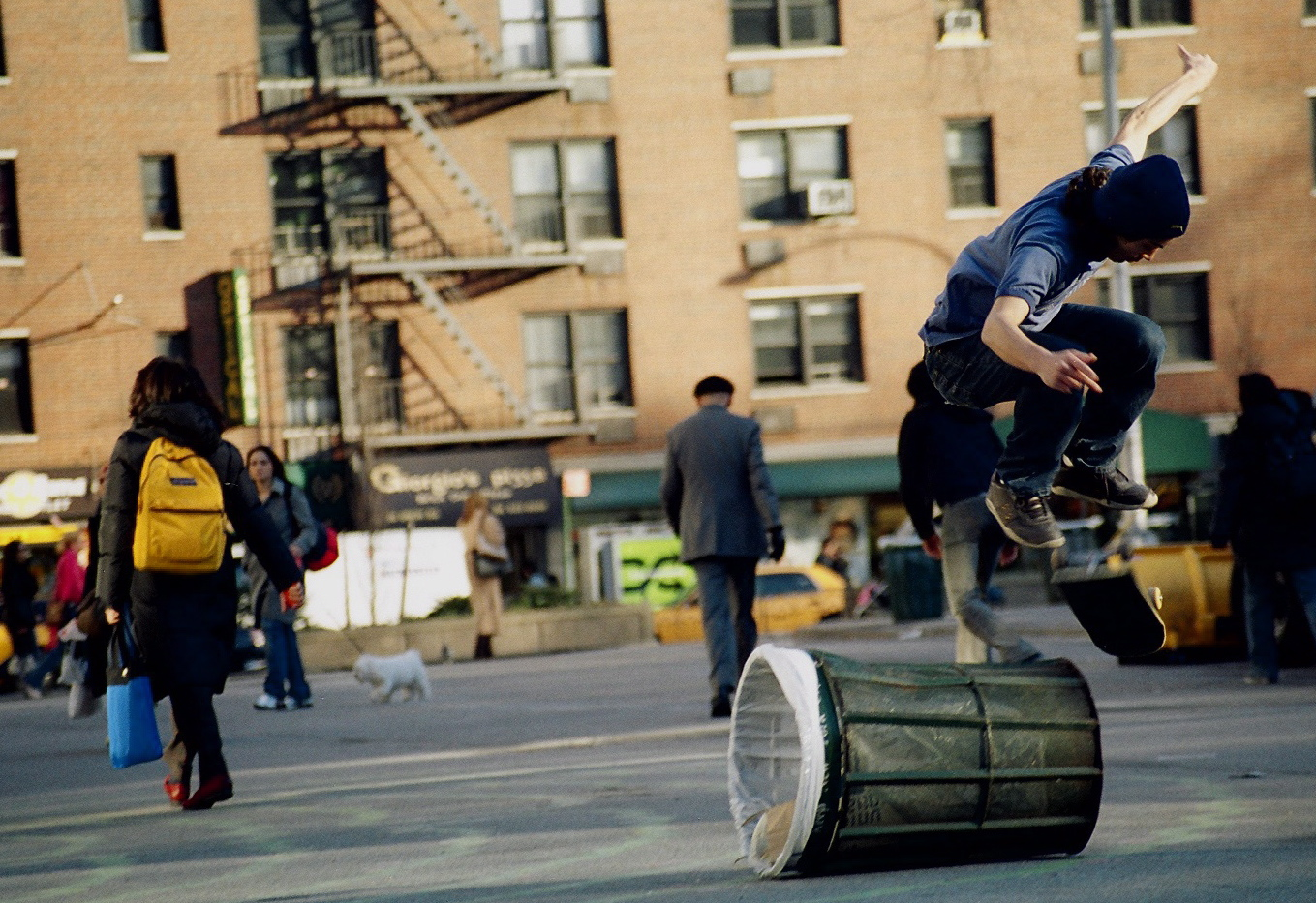
Kickflip.

## Variaciones
Como el kickflip es uno de los primeros trucos que un monopatinador puede aprender, una vez que ha dominado y se ha acostumbrado a las presiones y el posicionamiento necesario para aterrizar el truco, inevitablemente pasan a otra serie de trucos más complejos. Las variaciones y ampliaciones del kickflip son muy comunes. Algunos de ellos son:
- Heelflip: el 'volteo con talón' es igual que un kickflip solo que gira del lado contrario con ayuda del talón.
- Late flip: un 'volteo tardío' es hacer un ollie y en el aire patear hacia abajo con el pie trasero para que gire sin necesidad de rascar en diagonal para hacer un kickflip.
- Double flip: es un 'doble volteo' donde la tabla gira dos veces antes de aterrizar.
- Triple kickflip: un 'trivolteo' o 'triple volteo' donde la tabla gira tres veces antes de aterrizar.
- Quadflip: un 'cuatrivolteo' o 'volteo cuádruple' donde la tabla gira cuatro veces antes de aterrizar.
- Varial flip: un 'volteo variante' que es una combinación de un kickflip y un pop shove-it (giro).
- 360 Flip:(Tres Flip, Flip 3) Una combinación de un Kickflip y un 360 Shove It.
- 540 Flip: Una combinación de un Kickflip y un 540 Pop Shove It.
- 720 Flip: Una combinación de un Kickflip y un 720 Pop Shove It.
- Backside/Frontside 180 Kickflip: Se trata de la combinación de un Backside o Frontside 180 y un Kickflip
- Hardflip: Es una combinación de un Frontside Pop Shove It y un Kickflip.
- Nollie kickflip: es como un kickflip normal nada más que se posiciona en el Nose de la tabla.
- Nightmare flip: es una combinación de un Dobleflip y un Pop Shove it.
- Daydream flip: es una combinación entre doble Heelflip y un Pop Shove it.
- Switch flip: Es un Kickflip Solo que los pies cambian de pisicion (El pie que va atrás se pone delante y el de adelande se pone atrás).
- Fakie Kickflip: Es un Kickflip pero yendo hacia atrás.
- Caballerial Flip :una combinación de Caballerial(un Backside o Fronside 180 y un Pívot) y un kickflip
- Bigspin Flip: un 360 flip con un body varial
- Grape Flip: un Hardflip con un Frontside 360 Body Varial (inventado por Donovan Strain)
- Cyclo Flip:un Impossible con un Heelflip 180.
- Masekela Flip:un Doble Kickflip con un 1260 Shove It.
- Frankito Flip: Un Triple Kickflip con un 540 shove it.
- Dolphin Flip: (También llamado Forward Flip) Se patea igual que un Kickflip regular pero al llegar al nose se empuja hacia abajo de manera que la tabla haga un movimiento similar al Nollie Hardflip, el movimiento final de la tabla es similar al de un delfín, de ahí su nombre.
- Dragon Flip:Un dolphinflip 360.